# مصنع جعة دوبيوك ستار
يقع مصنع جعة دوبيوك ستار Dubuque Star Brewery في مدينة دوبيوك بولاية آيوا، وهو مبنى كان يصنع بيرة دوبيوك ستار لسنوات عديدة. ويقع مصنع الجعة شمال ميناء آيس في دوبيوك.
أدرج في السجل الوطني للأماكن التاريخية في عام 2007.